# Középhangú temperálás
A reneszánsz beköszöntével sok egyéb mellett a nagyterc felfogása is megváltozott: míg a középkorban disszonánsnak tartották, mára konszonáns-szerepű lett.
Ennek következtében immár problémát jelentett az, hogy négy tiszta kvint a szintonikus kommával nagyobb a két oktávnál és egy nagytercnél: például a C-G-D-A-E kvintek nem lehetnek egyszerre tiszták a C-E terccel (a következőkben a két oktávot és egy tercet kiadó négy kvintet az adott terc kvintláncának hívjuk). A középhangú temperálásban kompromisszumként a kvintkör 11 kvintje egy kevéssé kisebb, mint a tiszta kvint, ezáltal közülük négy együtt tisztán vagy majdnem tisztán kiad egy nagy tercet. A kvintkör 12. kvintje is meghatározódott ezáltal: mivel a tiszta kvinttől annyira eltér, hogy gyakorlatilag használhatatlan, „farkaskvint”-nek hívják. Minden olyan nagyterc, amelynek kvintlánca tartalmazza a farkaskvintet, szintén használhatatlanul hamis (egészen pontosan véve itt szűkített kvartokról van szó); így nyolc tiszta nagyterc marad.
Ha a 11 kvintet a szintonikus komma 1/4-ével szűkítjük, akkor a használható tercek mind pontosan tiszták lesznek. Ezt a hangolást negyedkommás középhangú temperálásnak nevezik. Gyakran alkalmazott temperálások még a hatod-, ötöd-, kétheted- és harmadkommás középhangú temperálások, amelyeknél a 11 kvintet a szintonikus komma megfelelő töredékével szűkítjük.
Mikor középhangú temperálásról beszélünk, legtöbbször a negyedkommás középhangú temperálásra gondolunk, mert csak ennél tiszták pontosan a használható nagytercek. Az egészhang frekvenciaviszonya ({\displaystyle {\sqrt {5/4}}}) pontosan geometriai közepe a természetes nagy (9:8) és kis (10:9) egészhangnak: innen származik a középhangú elnevezés.
Először 1523-ban történik említés erről a hangolási módról, ami aztán a 17. század végéig uralkodó volt. Történetileg megjelenése a kiegyenlített hangolás felé vezető fejlődés kezdetének tekinthető.
A gyakorlatban könnyen megvalósítható a negyedkommás középhangú temperálás, mivel csak négy temperált kvintet kell behangolni, a többi hang tiszta tercek segítségével ezekből meghatározható.

## A negyedkommás középhangú temperálás felépítése
A tiszta nagyterc (5/4) centértéke: {\displaystyle 1200\cdot \log _{2}{\left({\frac {5}{4}}\right)}\approx 386{,}314}.
A tiszta kvint (3/2) centértéke: {\displaystyle 1200\cdot \log _{2}{\left({\frac {3}{2}}\right)}\approx 701{,}955}.
A szintonikus komma centekben tehát:
{\displaystyle C_{sK}=(4\cdot 701{,}955-2\cdot 1200)-386{,}314=407{,}82-386{,}314=21{,}506}
Ennek egynegyede: {\displaystyle {\frac {21{,}506}{4}}=5{,}3765}.
Így a szintonikus komma egynegyedével szűkített kvint centekben: 701,955 – 5,3765 = 696,5785.
Esz-től építjük fel ezzel a „középhangú” kvinttel a kvintkörünket, így a nagytercek (négy kivételével) tiszták lesznek. A püthagoraszi komma kiküszöböléséhez a 12. kvintet ki kell terjeszteni, hiszen a 11 negyedkomma szűkítés jóval több, mint amennyi a kiegyenlítéshez szükséges lenne. A kiterjesztés mértéke a következőképpen számítható: 
A püthagoraszi komma értéke 23,46, mivel 12·701,955 – 7·1200 = 23,46. 11 kvintet szűkítettünk 5,3765 C-tel, így összesen szűkítettük a kvintkört: 11·5,3765 = 59,1415 C-tel, vagyis ki kell a 12. kvintet bővítenünk 59,1415 – 23,46 = 35,6815 C-tel. Ez az eltérés igen jelentős a tiszta értéktől, ezért ez a kvint nagyon hamisan szól (ún. farkaskvint).

## A kvintkör felépítése tehát Esz-től
| Hang | Kvint    | Abszolút centérték | Közös oktávba transzponálva |
| ---- | -------- | ------------------ | --------------------------- |
| Esz  |          | -2089,7355         | 310,2645                    |
| B    | 696,5785 | -1393,1570         | 1006,8430                   |
| F    | 696,5785 | -696,5785          | 503,4215                    |
| C    | 696,5785 | 0,0000             | 0,0000                      |
| G    | 696,5785 | 696,5785           | 696,5785                    |
| D    | 696,5785 | 1393,1570          | 193,1570                    |
| A    | 696,5785 | 2089,7355          | 889,7355                    |
| E    | 696,5785 | 2786,3140          | 386,3140                    |
| H    | 696,5785 | 3482,8925          | 1082,8925                   |
| Fisz | 696,5785 | 4179,4710          | 579,4710                    |
| Cisz | 696,5785 | 4876,0495          | 76,0495                     |
| Gisz | 696,5785 | 5572,6280          | 772,6280                    |

## A kapotthangközök
| Hangköz                                  | C         | G         | D         | A         | E         | H         | Fisz      | Cisz      | Gisz      | Esz       | B         | F         |
| ---------------------------------------- | --------- | --------- | --------- | --------- | --------- | --------- | --------- | --------- | --------- | --------- | --------- | --------- |
| Prím                                     | 0,0000    | 0,0000    | 0,0000    | 0,0000    | 0,0000    | 0,0000    | 0,0000    | 0,0000    | 0,0000    | 0,0000    | 0,0000    | 0,0000    |
| Kvint                                    | 696,5785  | 696,5785  | 696,5785  | 696,5785  | 696,5785  | 696,5785  | 696,5785  | 696,5785  | 737,63651 | 696,5785  | 696,5785  | 696,5785  |
| Nagyszekund                              | 193,1570  | 193,1570  | 193,1570  | 193,1570  | 193,1570  | 193,1570  | 193,1570  | 234,2150  | 234,2150  | 193,1570  | 193,1570  | 193,1570  |
| Nagyszext                                | 889,7355  | 889,7355  | 889,7355  | 889,7355  | 889,7355  | 889,7355  | 930,7935  | 930,7935  | 930,7935  | 889,7355  | 889,7355  | 889,7355  |
| Nagyterc                                 | 386,3140  | 386,3140  | 386,3140  | 386,3140  | 386,3140  | 427,37202 | 427,37202 | 427,37202 | 427,37202 | 386,3140  | 386,3140  | 386,3140  |
| Nagyszeptim                              | 1082,8925 | 1082,8925 | 1082,8925 | 1082,8925 | 1123,9505 | 1123,9505 | 1123,9505 | 1123,9505 | 1123,9505 | 1082,8925 | 1082,8925 | 1082,8925 |
| Tritonus                                 | 579,4710  | 579,4710  | 579,4710  | 620,5290  | 620,5290  | 620,5290  | 620,5290  | 620,5290  | 620,5290  | 579,4710  | 579,4710  | 579,4710  |
| Kisszekund                               | 76,0495   | 76,0495   | 117,1075  | 117,1075  | 117,1075  | 117,1075  | 117,1075  | 117,1075  | 117,1075  | 76,0495   | 76,0495   | 76,0495   |
| Kisszext                                 | 772,6280  | 813,6860  | 813,6860  | 813,6860  | 813,6860  | 813,6860  | 813,6860  | 813,6860  | 813,6860  | 772,6280  | 772,6280  | 772,6280  |
| Kisterc                                  | 310,2645  | 310,2645  | 310,2645  | 310,2645  | 310,2645  | 310,2645  | 310,2645  | 310,2645  | 310,2645  | 269,2065  | 269,2065  | 269,2065  |
| Kisszeptim                               | 1006,8430 | 1006,8430 | 1006,8430 | 1006,8430 | 1006,8430 | 1006,8430 | 1006,8430 | 1006,8430 | 1006,8430 | 965,7850  | 965,7850  | 1006,8430 |
| Kvart                                    | 503,4215  | 503,4215  | 503,4215  | 503,4215  | 503,4215  | 503,4215  | 503,4215  | 503,4215  | 503,4215  | 462,3635  | 503,4215  | 503,4215  |
| Oktáv                                    | 0,0000    | 0,0000    | 0,0000    | 0,0000    | 0,0000    | 0,0000    | 0,0000    | 0,0000    | 0,0000    | 0,0000    | 0,0000    | 0,0000    |
| 1: farkaskvint; 2: nem tiszta nagytercek |           |           |           |           |           |           |           |           |           |           |           |           |

## Az eltérés a kiindulási hangnemtől az egyes hangnemekben
| Hangköz     | C     | G       | D       | A       | E       | H       | Fisz    | Cisz    | Gisz    | Esz    | B      | F      |
| ----------- | ----- | ------- | ------- | ------- | ------- | ------- | ------- | ------- | ------- | ------ | ------ | ------ |
| Prím        | 0,000 | 0,000   | 0,000   | 0,000   | 0,000   | 0,000   | 0,000   | 0,000   | 0,000   | 0,000  | 0,000  | 0,000  |
| Kvint       | 0,000 | 0,000   | 0,000   | 0,000   | 0,000   | 0,000   | 0,000   | 0,000   | -41,058 | 0,000  | 0,000  | 0,000  |
| Nagyszekund | 0,000 | 0,000   | 0,000   | 0,000   | 0,000   | 0,000   | 0,000   | -41,058 | -41,058 | 0,000  | 0,000  | 0,000  |
| Nagyszext   | 0,000 | 0,000   | 0,000   | 0,000   | 0,000   | 0,000   | -41,058 | -41,058 | -41,058 | 0,000  | 0,000  | 0,000  |
| Nagyterc    | 0,000 | 0,000   | 0,000   | 0,000   | 0,000   | -41,058 | -41,058 | -41,058 | -41,058 | 0,000  | 0,000  | 0,000  |
| Nagyszeptim | 0,000 | 0,000   | 0,000   | 0,000   | -41,058 | -41,058 | -41,058 | -41,058 | -41,058 | 0,000  | 0,000  | 0,000  |
| Tritonus    | 0,000 | 0,000   | 0,000   | -41,058 | -41,058 | -41,058 | -41,058 | -41,058 | -41,058 | 0,000  | 0,000  | 0,000  |
| Kisszekund  | 0,000 | 0,000   | -41,058 | -41,058 | -41,058 | -41,058 | -41,058 | -41,058 | -41,058 | 0,000  | 0,000  | 0,000  |
| Kisszext    | 0,000 | -41,058 | -41,058 | -41,058 | -41,058 | -41,058 | -41,058 | -41,058 | -41,058 | 0,000  | 0,000  | 0,000  |
| Kisterc     | 0,000 | 0,000   | 0,000   | 0,000   | 0,000   | 0,000   | 0,000   | 0,000   | 0,000   | 41,058 | 41,058 | 41,058 |
| Kisszeptim  | 0,000 | 0,000   | 0,000   | 0,000   | 0,000   | 0,000   | 0,000   | 0,000   | 0,000   | 41,058 | 41,058 | 0,000  |
| Kvart       | 0,000 | 0,000   | 0,000   | 0,000   | 0,000   | 0,000   | 0,000   | 0,000   | 0,000   | 41,058 | 0,000  | 0,000  |
| Oktáv       | 0,000 | 0,000   | 0,000   | 0,000   | 0,000   | 0,000   | 0,000   | 0,000   | 0,000   | 0,000  | 0,000  | 0,000  |

Láthatóan minél messzebb kerülünk az alaphangnemtől, annál hamisabb a hangsorunk. 

## Külső hivatkozások
Német leírás a negyedkommás középhangú temperálásról
Nagy Ákos mikrotonalitásról szóló interjú